# Sung Yueh-chun
Sung Yueh-chun (* 19. Oktober 1997) ist ein taiwanischer Leichtathlet, der sich auf den Sprint spezialisiert hat.

## Sportliche Laufbahn
Erste internationale Erfahrungen sammelte Sung Yueh-chun im Jahr 2023, als er bei den World University Games in Chengdu mit 21,18 s im Halbfinale im 200-Meter-Lauf ausschied und mit der taiwanischen 4-mal-100-Meter-Staffel in 38,86 s den vierten Platz belegte.
In den Jahren 2020 und 2022 wurde Sung taiwanischer Meister in der 4-mal-200-Meter-Staffel.

## Persönliche Bestzeiten
- 100 Meter: 10,43 s (+0,9 m/s), 28. Mai 2022 in Neu-Taipeh
- 200 Meter: 21,03 s (+1,1 m/s), 30. März 2023 in Neu-Taipeh